# Камалов Хаджимурад Магомедович
Камалов Хаджимурад Магомедович (рос. Хаджимурад Магомедович Камалов; 1965-2011) — російський журналіст, засновник та власник газети «Черновик».

## Біографія
Хаджимурад Камалов, етнічний авар, народився в селі Согратль Гунібського району Республіки Дагестан. Був одружений, мав одну дитину. Його дядько Алі Камалов був головою Союзу журналістів Дагестану. Хаджимурад навчався на факультеті гідромеліорації Дагестанського політехнічного інституту, який закінчив з червоним дипломом. У 1990 році закінчив Ленінградський політехнічний інститут.
У 2003 році Камалов став засновником та головним редактором тижневика «Черновик». Газета стала провідною незалежною газетою Дагестану і третьою за тиражем у республіці. У 2008—2011 роках в газеті вийшла серія публікацій з критикою «тактики протиповстанської діяльності» ФСБ. Зокрема, у статті «Терорист № 1» у липні 2008 року використовувались цитати загиблого еміра дагестанських моджахедів Раббані Халілова. Проти Хаджимурада Камалова та редакції газети було відкрито справу за «розпалювання ненависті до правоохоронних органів». Судовий розгляд закінчився виправданням журналістів. Крім того, Камалов займався розслідуванням корупції в державних органах (держслужбах, міліції, прокуратурі).
15 грудня 2011 року в Махачкалі було скоєно замах на Хаджимурада Камалова, коли він виїжджав з офісу «Черновика». Невідомий вісім разів вистрілив у журналіста. Камалов помер по дорозі в лікарню.